# When October Goes

When October Goes est une ballade basée sur un texte inachevé de Johnny Mercer. Elle fut mise en musique par Barry Manilow et publiée en 1984 et devint un hit aux États-Unis.

## Histoire
Lors des dernières années de sa vie, Johnny Mercer apprécie particulièrement le chanteur Barry Manilow, en partie parce que sa première chanson à être enregistrée s'intitulait Mandy, diminutif d'Amanda, prénom de la fille de Mercer. Après sa mort, Ginger Mehan Mercer, sa veuve, remit à Manilow des chansons inachevées de son époux afin qu'il puisse éventuellement les compléter ou les mettre en musique.
Parmi elles, Manilow découvre When October Goes, pour laquelle il écrit la mélodie et enregistre un single en 1984. Le titre est devenu depuis un hit du top 10 de ce que les américains nomment Adult contemporary music. La chanson est aujourd'hui un classique du jazz et fut enregistrée notamment par Rosemary Clooney, Nancy Wilson et Megon McDonough, entre autres artistes.

## Paroles
Les paroles de When October Goes, que l'on peut traduire en français par « quand octobre s'en va », évoquent un homme qui sait que l'automne de sa vie s'est achevé. Il regarde avec nostalgie son passé en s'adressant à sa femme dont il sait que la mort qui est en lui va les séparer. La chanson reprend sans doute les sentiments qu'éprouvent Johnny Mercer qui se sait atteint d'une tumeur au cerveau, qui va l'emporter. La chanson se termine par « I hate to see October go », « J'ai horreur de voir octobre s'en aller ».